# Dinopithecus
Dinopithecus (il cui nome significa "scimmia terribile") è un genere estinto di primati di grandi dimensioni imparentato con i moderni babbuini, vissuto dal Pliocene al Pleistocene, in Sudafrica. Il genere venne denominato dal paleontologo scozzese Robert Broom, nel 1937. L'unica specie attualmente riconosciuta è Dinopithecus ingens, in quanto la presunta specie D. quadratirostris è stata riassegnata al genere Soromandrillus. I resti di questa scimmia sono stati ritrovati in diversi siti di grotte in Sudafrica, tutti risalenti alla prima metà del Pleistocene, tra cui Skurweberg, Swartkrans (membro 1) e Sterkfontein (membro 4 o 5, ma probabilmente membro 4).

## Descrizione
Dinopithecus ingens era circa il doppio delle dimensioni dei più grandi babbuini viventi, con i maschi che in media potevano raggiungere i 46 kg (101 libbre) mentre le femmine raggiungevano anche i 29 kg (64 libbre), sulla base delle stime estrapolate dai denti molari. In alcuni casi si stima che i maschi raggiungessero nella loro piena maturità sessuale un peso di 77 kg (170 libbre). La caratteristica più distintiva del genere sono le grandi dimensioni rispetto ad altri papionini. Le uniche altre specie di papionini a raggiungere dimensioni simili furono Theropithecus brumpti e Theropithecus oswaldi. Tuttavia, quest'ultimi sono piuttosto diversi da Dinopithecus nella loro morfologia dentale. Nel complesso, il cranio è simile a quello dei moderni babbuini, tranne per l'assenza delle fosse facciali (depressioni ai lati del muso e della mascella inferiore) e delle creste mascellari (creste ossee che corrono lungo i lati superiori del muso). Per questo, Dinopithecus è talvolta trattato come un sottogenere di Papio.

## Paleoecologia
La maggior parte dei papionini viventi sono onnivori nutrendosi di una vasta gamma di piante facilmente digeribili, in particolare frutti, nonché insetti e altri invertebrati, e piccoli vertebrati. Un'analisi degli isotopi di carbonio da campioni dello smalto dei denti ha rilevato che Dinopithecus consumava la più piccola percentuale di erbe e altri cibi che si trovano nelle savane rispetto a qualsiasi altro primate sudafricano. L'analisi dei modelli di microusura sui denti molari ha dimostrato che erano simili a quelli del babbuino giallo (P. cynocephalus), suggerendo una dieta ampia ed eclettica. Uno studio sugli adattamenti dei denti molari suggerisce che D. ingens si nutrisse principalmente di frutti e relativamente poche foglie.
Dinopithecus è conosciuto solamente per parti del cranio e denti, e non si conosce quasi nulla sul suo scheletro appendicolare, quindi è impossibile conoscere con certezza il suo metodo di locomozione. Tuttavia, essendo un papionino di grandi dimensioni, è ipotizzabile che trascorresse molto tempo a terra, muovendosi in un moto quadrupede.